# Ota Míšeňský
Ota Míšeňský, též Ota Bohatý (německy Otto der Reiche, 1125 – 18. února 1190) byl v letech 1156–1190 míšeňský markrabě pocházející z rodu Wettinů.

## Život
Po smrti svého otce Konráda Míšeňského zdědil Ota do alodiálního vlastnictví hrabství Camburg. Jako nejstarší přeživší syn si nárokoval léno Míšeňské markrabství. Naopak ve prospěch Čech ztratil Budyšínsko a o další majetek, např. o Východní marku/Lužici, jej připravily čtyři vedlejší linie rodu Wettinů. Aby za použití všech dostupných možností rozšířil skromnou základnu své vlády, velkoryse („suis sumptibus“) podporoval osidlování markrabství sedláky, jmenování ministeriálů a stavbu hradů v sousedních vymýcených oblastech na východě Krušných hor a v severním Sasku. V dopise určeném městu Lipsku z roku 1165 zaručil měšťanům práva po magdeburském a hallském vzoru, což byl vůbec první takovýto případ v Míšeňském markrabství. V roce 1176 v Lipsku založil druhý městský kostel sv. Mikuláše. Jako domovský klášter svého rodu založil Ota poblíž Nossenu na okraji vymýcené oblasti cisterciácký klášter Altzella, jemuž přidělil 800 tzv. polovičních lén (novale). Jako schopný panovník se ukázal tehdy, když byla v roce 1168 v pozdějším Freibergu zahájena těžba stříbra a on zde v těžební oblasti založil markrabský hrad. Otovo jméno je spojeno se vznikem zcela nového horního práva týkajícího se „svobodných hor“, na nichž poddané horníky (jako tehdy např. v Goslaru) nahradili svobodně podnikající občané rozvíjejícího se horního města. Bohatá naleziště stříbra pak Otovi umožnila ražbu reprezentativních brakteátů.
Otovo stáří bylo zatíženo sporem o následnictví, který propukl mezi jeho dvěma syny v roce 1188. Ota se rozhodl upřednostnit svého mladšího syna Dětřicha, načež během sváru upadl do zajetí svého staršího syna Albrechta. Otova manželka Hedvika zřejmě měla na jeho politická rozhodnutí nezanedbatelný vliv, což je patrné při její energické obhajobě práv mladšího syna v otázce následnictví.

## Místo pohřbení
Ostatky markraběte Oty Míšeňského byly pohřbeny v chóru kolegiátního kostela v klášteře Altzella. Markrabě Fridrich II. Míšeňský je v roce 1340 nechal přemístit do pohřební kaple, která vyhořela roku 1599. V roce 1787 král Fridrich August I. Saský nechal kapli na památku svých předků přestavět. V roce 1983 byly náhrobní desky Oty Míšeňského, jeho manželky Hedviky a obou synů zapuštěny do země na původním místě v chóru kolegiátního kostela.

## Potomstvo
V roce 1147 se Ota oženil s Hedvikou († 1203), dcerou braniborského markrabětě Albrechta I. Medvěda. Z tohoto spojení se narodili čtyři potomci:
- Albrecht I. Míšeňský (1158–1195) ∞ Žofie Přemyslovna
- Adléta Míšeňská (1160–1211) ∞ Přemysl Otakar I.
- Dětřich Míšeňský (1162–1221) ∞ Guta Durynská
- Žofie Míšeňská ∞ Oldřich (syn Soběslava I.)